# Отт Ардер
Отт Ардер (ест. Ott Arder; 26 лютого 1950, Таллінн — 26 червня 2004, Таллінн) — естонський поет, дитячий письменник та перекладач. Він також є автором декількох популярних пісень та текстів.